# Sonny Fortune

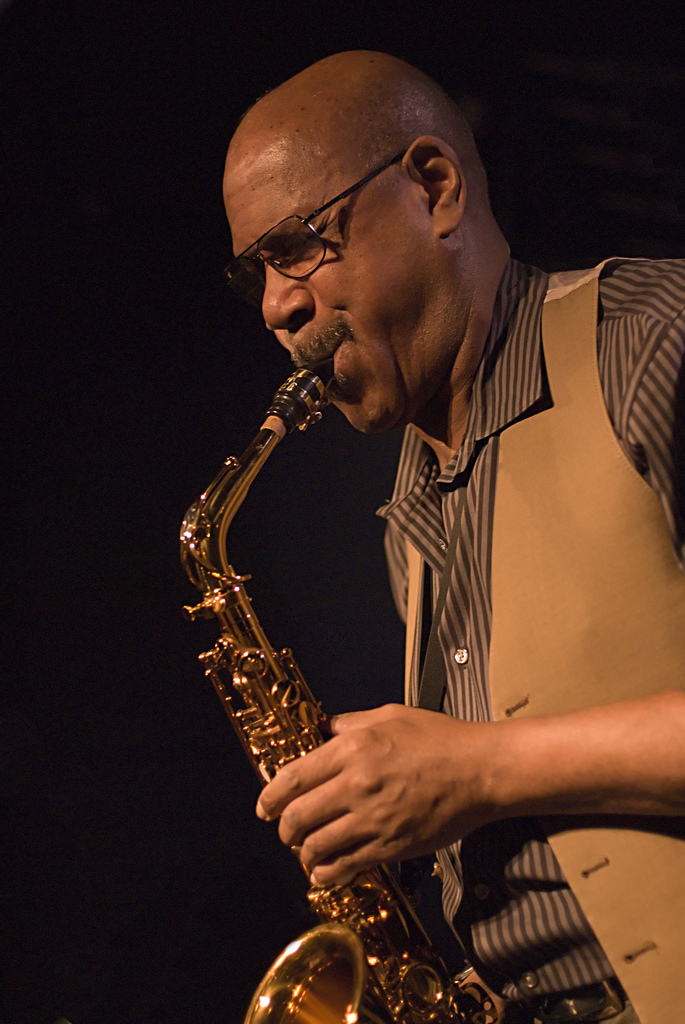
Sonny Fortune (2007)

Cornelius Sonny Fortune (* 19. Mai 1939 in Philadelphia, Pennsylvania; † 25. Oktober 2018 in New York City, New York) war ein US-amerikanischer Jazzmusiker (Alt- und Sopransaxophon, Flöte).

## Leben und Wirken
Fortune studierte an der Wurlitzer and Granoo School of Music. Anschließend arbeitete er auf lokaler Ebene mit Rhythm-and-Blues-Gruppen. 1967 ging er nach New York City, wo er zunächst mit Elvin Jones spielte. 1968 schloss er sich für zwei Jahre der Gruppe von Mongo Santamaría an, bevor er mit dem Sänger Leon Thomas und von 1971 bis 1973 mit McCoy Tyner arbeitete. Anschließend arbeitete er mit Roy Brooks, Buddy Rich und Miles Davis, an dessen Get-Up-with-It-Sessions er mitwirkte und mit dem er auch international auf Tournee war. Mit Davis entstand 1975 in Osaka das Live-Album Pangaea. Im Weiteren hat Fortune mit George Benson, Rabih Abou-Khalil, Roy Ayers, Oliver Nelson, Nat Adderley, Barbara Dennerlein und Pharoah Sanders gespielt. Seit 1975 hat er zudem eigene Gruppen geleitet, in denen beispielsweise Kirk Lightsey oder Kenny Barron spielten. Fortune starb nach einer Folge von Schlaganfällen, die er im September 2018 erlitten hatte, Ende Oktober 2018 im Mount Sinai Hospital in New York im Alter von 79 Jahren.
Fortune war ein starker Solist mit einer herausragenden Technik und kreativer Vitalität, der es allerdings nie zu einer größeren Bekanntheit gebracht hat. Ian Carr zufolge spielte er möglicherweise als Sideman interessantere Beiträge als in seinen eigenen Projekten.

## Diskographie
- Awakening (1975)
- Waves of Dreams (1975)
- With Sound Reason (1979)
- Invitation (1988)
- Inside Out (1993)
- Four In One (1994)
- From Now On (1996)
- In the Spirit of John Coltrane (2000)
- Continuum (2003)
- You And the Night and the Music (2007)

## Lexikalische Einträge
- Ian Carr, Digby Fairweather, Brian Priestley: Rough Guide Jazz. Der ultimative Führer zur Jazzmusik. 1700 Künstler und Bands von den Anfängen bis heute. Metzler, Stuttgart/Weimar 1999, ISBN 3-476-01584-X.
- Leonard Feather, Ira Gitler: The Biographical Encyclopedia of Jazz. Oxford University Press, New York 1999, ISBN 0-19-532000-X.